# RI-Opac
Die Literaturdatenbank RI-Opac (Regesta Imperii, OPAC) bietet derzeit (Dezember 2022) über 2,7 Millionen Titelnachweise vor allem zur mittelalterlichen Geschichte des gesamten europäischen Raumes.
Neben dem unmittelbar in den Publikationen der Regesta Imperii zitierten Schrifttum weist der RI-Opac zeitlich übergreifende, vor allem jedoch Titel zur mittelalterlichen Geschichte des gesamten europäischen Raumes nach. Besonders tief wird das unselbständige Schrifttum (unter anderem Aufsätze aus der Historischen Zeitschrift (HZ), den Mitteilungen des Instituts für Österreichische Geschichtsforschung (MIÖG), der Zeitschrift für historische Forschung (ZHF), der Zeitschrift für die Geschichte des Oberrheins (ZGO) sowie Beiträge zu Fest- und Sammelschriften) erschlossen. Die Nachweise sind mit Links zum KVK versehen, Digitalisate, etwa von Zeitschriften, werden ebenfalls verlinkt, soweit die Redaktion davon Kenntnis hat.